# Павловський Мечислав Антонович
Мечислав Антонович Павло́вський (нар. 18 січня 1921, Любарська Гута — пом. 4 липня 1989) — український радянський народний майстер художнього скла.

## Біографія
Народився 18 січня 1921 року в селі Любарській Гуті (тепер Звягельський район Житомирської області, Україна). Брав участь у німецько-радянській війні. Працював на Львівській фабриці імені 40-річчя ВЛКСМ, у 1960—1971 роках — на Львівській кераміко-скульптурній фабриці.
Жив у Львові, в будинку на вулиці Тернопільській № 1а, квартира 32. Трагічно загинув 4 липня 1989 року.

## Творчість
Працював в галузі декоративного мистецтва. З гутного скла виготовляв статуетки й фігурний посуд у традиційних формах гутних і гончарних виробів. Серед творів:
- десертний набір «Червона стрічка» (1963);
- набір для води «Хвилястий» (1963);
- вази:
  - «Рожева» (1964);
  - «Дзвінкувата» (1964);
  - «Осінь» (1964);
- композиція «Гуцульський танок»;
- «Дівчина»;
- декоративний посуд «Козел» (1967);
- декоративна скульптура «Птахи» (1975);
- декоративні набори:
  - «Вечірній Київ» (1982);
  - «Венеція» (1983).

Брав участь у республіканських та зарубіжних виставках з 1952 року, всесоюзних з 1968 року. 
Твори зберігаються в Музеї українського народного декоративного мистецтва, Національному художньому музеї України в Києві, Музеї етнографії та художнього промислу, Національному музеї у Львові та інших музеях України.
1972 року був виданий альбом його творів «Мечислав Павловський».

## Відзнаки
- Заслужений майстер народної творчості УРСР з 1964 року;
- Нагороджений орденами «Знак Пошани», Вітчизняної війни ІІ ступеня (6 квітня 1985[1]), медалями.